# Antti Miettinen
Antti Markus Miettinen (* 3. července 1980, Hämeenlinna) je bývalý finský lední hokejista, křídelní útočník. S finskou reprezentací získal stříbrnou medaili na mistrovství světa roku 2007, bronz na světovém šampionátu 2006 a taktéž bronzovou medaili si přivezl ze zimních olympijských her ve Vancouveru roku 2010. Hrál též na MS 2002 (4. místo), MS 2003 (5. místo), MS 2009 (5. místo) a MS 2010 (6. místo). Finskou nejvyšší soutěž hrál za Hämeenlinnan Pallokerho. V roce 2003 byl vybrán do all-stars týmu a získal ocenění Zlatá helma i Trofej Lasse Oksanena pro nejlepšího hráče základní části. Jednu sezónu působil v KHL (Ak Bars Kazaň), ve švýcarské (Fribourg–Gottéron) a německé lize (Eisbären Berlin). Většinu kariéry ale prožil v zámoří, v NHL hrál za kluby Dallas Stars, Minnesota Wild a Winnipeg Jets. V základní části NHL odehrál 539 zápasů, zaznamenal 230 kanadských bodů a vstřelil 97 branek. Ve vyřazovací části (Stanleyově poháru) přidal 24 zápasů, 5 bodů a 2 branky. V roce 2020 byl uveden do Finské hokejové síně slávy.